# Shorea ovalis
Espèce
Classification phylogénétique
Shorea ovalis est un arbre tropical de la famille des Dipterocarpaceae.

## Synonymes
Appellation commerciale:  Light Red Meranti incluant d'autres espèces de Shorea

## Description
Cet arbre tropical peut atteindre 60 m de hauteur.

## Répartition
On le trouve dans les forêts de basse altitude de Malaisie, Sumatra et Bornéo.